# Catedral de San Miguel Arcángel (Passaic)
La Catedral de San Miguel Arcángel  (en inglés: Cathedral of St. Michael the Archangel) es una catedral católica de rito bizantino (Ruteno) situada en Passaic, New Jersey, Estados Unidos. Es la catedral de la eparquía de Passaic (Eparchia Passaicensis Ruthenorum) que fue creada mediante la bula "Cum homines" del papa Pablo VI en 1963..
Los europeos del este comenzaron a emigrar al área de Passaic en 1877. El padre Alexander Dzubay comenzó a dirigiar a los católicos bizantinos en 1880 y diez años más adelante la parroquia de San Miguel Arcángel fue establecida. La antigua Capilla de la Misión Evangélica en la esquina de las calles First y Bergen fue comprada en 1891 y el Padre Nicephor Chanath se convirtió en el primer pastor residente de la parroquia. La construcción en la iglesia católica actual fue comenzada en 1902 y fue terminada en 1905. La propiedad que fue adquirida en 1917 se convirtió en el cementerio del St. Michael. En 1953 la Escuela Passaic No. 2 se convirtió en la Escuela St. Michael y las clases comenzaron el 9 de septiembre.
La Eparquía de Passaic se estableció el 31 de julio de 1963 y la Iglesia de San Miguel se convirtió en su catedral. La construcción de la capilla catedral del centro social West Paterson comenzó en 1985. Fue dedicada el 31 de mayo de 1987.

## Referencias

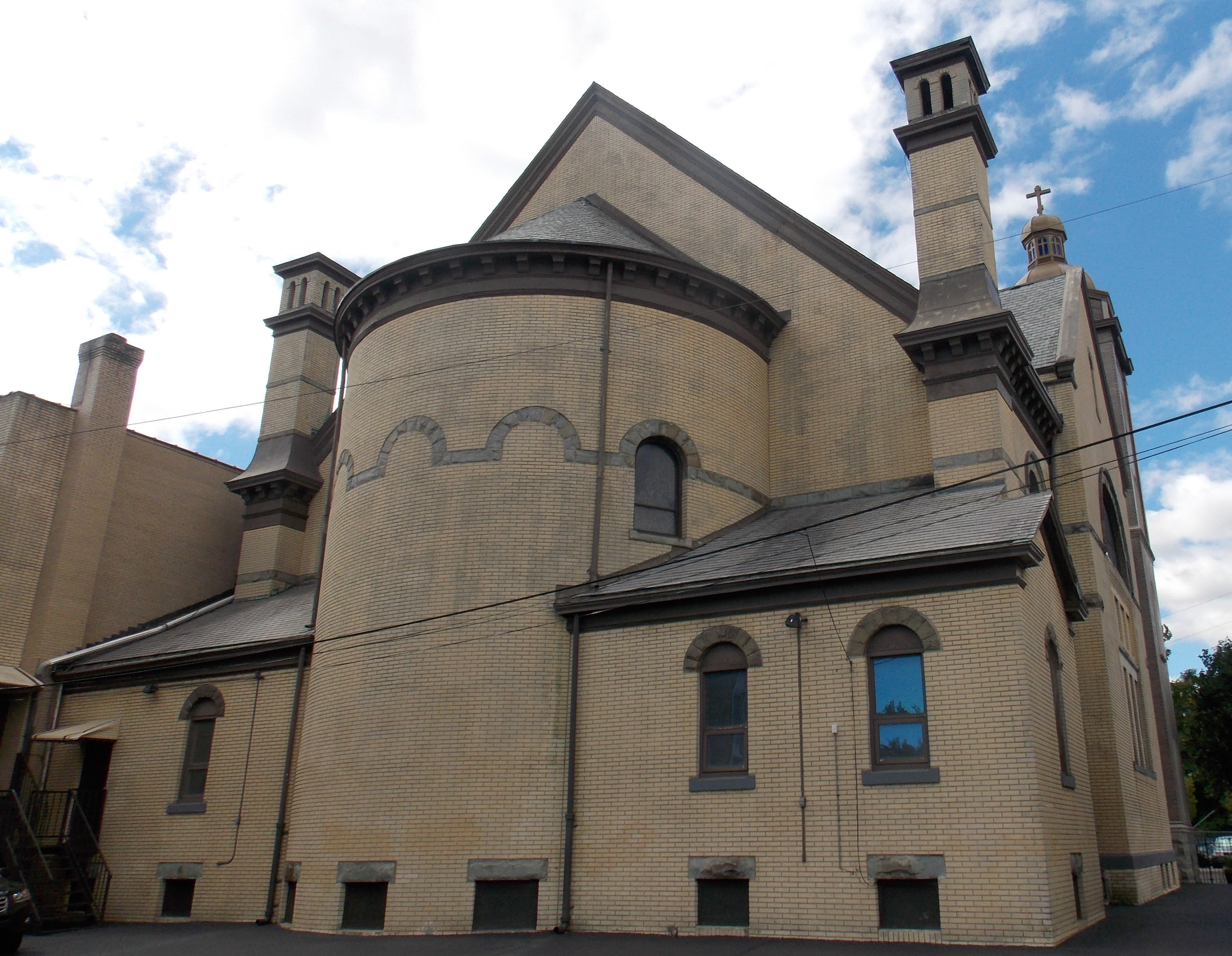
Otra vista del templo